# جرمی گرنت
هیوستون جرمی گرنت (به انگلیسی: Houston Jerami Grant) (زادهٔ ۱۲ مارس ۱۹۹۴) بازیکن حرفه‌ای آمریکایی شاغل در تیم پورتلند تریل بلیزرز در اتحادیه ملی بسکتبال است. او در مسابقات بسکتبال دانشگاهی آمریکا در تیم سیراکیوس بازی می‌کرد.

## زندگی شخصی
گرنت پسر هاروی و بورلی گرنت است و سه برادر به نام‌های جری و جریان گرانت و جیلین دارد. هاروی گرنت قبل از این که توسط واشینگتن ویزاردز به عنوان پیک ۱۲ اوورال در درفت ۱۹۸۸ ان بی ای انتخاب بشود در مسابقات دانشگاهی آمریکا برای تیم‌های Clemson و Oklahoma بازی می‌کرد. هاروی گرنت ۱۱ سال برای واشینگتن ویزاردز و پورتلند تریل بلیزرز و فیلادلفیا سونتی‌سیکسرز بازی کرد. عموی جرمی گرنت، هوراس گرنت ۴ بار با تیم‌های شیکاگو بولز و لس آنجلس لیکرز قهرمانی ان بی ای را بدست آورد. برادرهای جرمی گرنت، جری و جریان گرانت نیز بازیکن حرفه‌ای بسکتبال هستند.

## تاریخچه دبیرستان
جرمی گرنت در تیم دبیرستان DeMatha در هایتسویل، مریلند حضور یافت و در ۲۳ بازی انجام داده میانگین ۱۲٫۵ امتیاز را ثبت کرد.
سایت espn.com گرنت را به عنوان نفر یازهم بهترین فرواردها و نفر سی و هفتم بهترین بازیکن‌های سال ۲۰۱۲ مسابقات بسکتبال دبیرستان‌های ایالات متحده آمریکا انتخاب کرد.

## تاریخچه دانشکده
در سیراکیوس، گرنت میاگین ۱۲٫۱ امتیاز و ۶٫۸ ریباند و ۱٫۴ پاس منجر به گل و ۴۹٫۶٪ دقت پرتاب منطقه‌ای را در ۳۱٫۴ دقیقه در هر بازی را ثبت کرد.

## سابقه حرفه‌ای

### فیلادلفیا سونتی سیکسرز (۲۰۱۴–۲۰۱۶)
در ۲۶ ژوئن ۲۰۱۴ گرنت به عنوان پیک ۳۹ اوورال در درفت ان بی ای توسط فیلادلفیا سونتی‌سیکسرز انتخاب شد و برای ۲ سال با این تیم قرارداد بست. او در تاریخ ۲۱ ژانویه ۲۰۱۵، ۴ امتیاز و ۸ بلاک در روز باخت به نیویورک نیکس برای تیمش گرفت. این ۸ بلاک بیشترین بلاک در تیم فیلادلفیا سونتی‌سیکسرز بعد از ساموئل دالمبرت با ۹ بلاک در تاریخ ۱۲ دسامبر ۲۰۰۷ و بیشترین بلاک در بین تازه‌کارها بعد از شاون بردلی در تاریخ ۱۷ ژانویه۱۹۹۴ بود؛ بهترین عملکرد او در این فصل ۱۸ امتیاز و ۷ ریباند در روز باخت به کلیولند کاوالیرز بود. او اولین دابل دابل خود را در تاریخ ۱۱ نوامبر ۲۰۱۵ با ۱۲ امتیاز و ۱۰ ریباند مقابل تورنتو رپترز انجام داد. در ۳۰ دسامبر، او ۱۶ امتیاز گرفت و ۱۱ ریباند ثبت کرد و رکورد شخصی خودش را در ریباند ارتقا داد.

### اکلاهما سیتی تاندر (۲۰۱۶-۲۰۱۹)
در ۱ نوامبر ۲۰۱۶ گرنت به اکلاهما سیتی تاندر به ازای آرسان الیاس‌اوا و یک پیک فروخته شد. او در اولین حضور خود برای تاندر در روز پیروزی ۸۵–۸۳ مقابل لس آنجلس کلیپرز، ۶ امتیاز و ۲ ریباند و ۲ بلاک در ۱۸ دقیقه بازی کسب کرد. در ۱۹ دسامبر ۲۰۱۶، او بیشترین امتیاز فصل خود با ۱۵ امتیاز را در روز شکست ۱۱۰–۱۰۸ مقابل آتلانتا هاکس ثبت کرد
. در اول فوریه ۲۰۱۷، او دوباره ۱۵ امتیاز در روز شکست ۱۲۸–۱۰۰ به شیکاگو بولز
کسب کرد.
در ۳۱ اکتبر ۲۰۱۷، به عنوان نیمکت نشین، ۱۷ امتیاز در روز پیروزی ۱۱۰-۹۱ مقابل میلواکی باکس کسب کرد. او ۵ اقدام از ۹ شوت خود را وارد سبد کرد تا رکورد خود را که در ۱ آپریل ۲۰۱۶ به ثمر رسانده بود را تکرار کند.
در هفتم جولای ۲۰۱۸ جرمی گرنت با تاندر تمدید کرد. گرنت در ۱۰ ژانویه و در روز شکست ۱۵۴-۱۴۷ مقابل سن آنتونیو اسپرز در بازی ای که به دو اورتایم رفت ۲۵ امتیاز و ۱۲ ریباند کسب کرد که بیشترین امتیاز در دوران بازی حرفه ای او بود. او در ۱۰ آپریل رکورد امتیاز جدیدی برای خود ثبت کرد و ۲۸ امتیاز در روز پیروزی ۱۲۷-۱۱۶ مقابل میلواکی باکس بدست آورد.

### دنور ناگتس (۲۰۱۹-حال)
او در ازای یک پیک درفت راند اول سال ۲۰۲۰ به دنور ناگتس ترید شد.